# Pseudacris ocularis
Pseudacris ocularis là một loài ếch trong họ Nhái bén. Loài này sinh sống ở các bang Virginia và Texas, Hoa Kỳ.